# Газельбах (Баварія)
Газельбах (нім. Haselbach) — громада в Німеччині, розташована в землі Баварія. Підпорядковується адміністративному округу Нижня Баварія. Входить до складу району Штраубінг-Боген. Складова частина об'єднання громад Міттерфельс.
Площа — 18,45 км2. Населення становить 1903 ос. (станом на 31 грудня 2020).

## Галерея

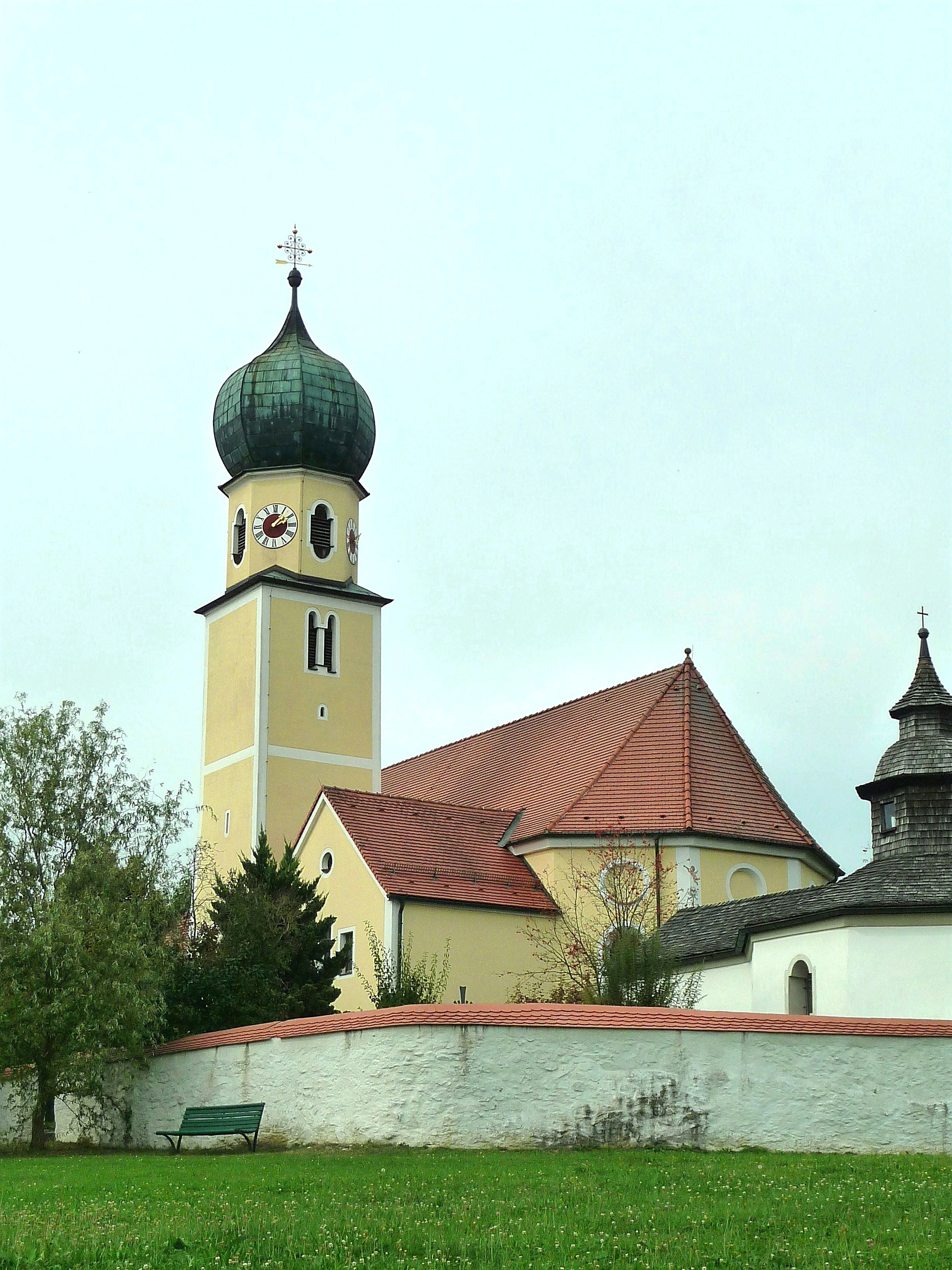